# Polydesmus susatensis
Polydesmus susatensis är en mångfotingart som beskrevs av Karl Wilhelm Verhoeff 1934. Polydesmus susatensis ingår i släktet Polydesmus och familjen plattdubbelfotingar. Inga underarter finns listade i Catalogue of Life.